# Władimir Iwanow (generał)
Władimir Dmitrijewicz Iwanow, ros. Владимир Дмитриевич Иванов (ur. 9 lipca?/22 lipca 1900 w Lebiedianie, zm. 15 grudnia 1968 w Moskwie) — radziecki wojskowy, generał armii. 

## Życiorys
Urodził się w mieście Lebiediań w guberni Tambow (obecnie obwód lipiecki). Ukończył 6 klas szkoły ogólnokształcącej w Lipiecku.
W lutym 1918 wstąpił do Lebiediańskiego Partyzanckiego Oddziału Kawalerii. Od 1919 był instruktorem nauczania ogólnego w lipieckim komisariacie wojskowym, od 1920 żołnierz specjalnego oddziału Armii Czerwonej lipieckiego powiatowego komisariatu wojskowego. Uczestniczył w bitwach z oddziałami korpusu Mamontowa w rejonie Zadońska. W maju 1920 skierowany na kursy dowodzenia artylerią, w ramach połączonego oddziału podchorążych w 1921 brał udział w stłumieniu powstania kronsztadzkiego. Ukończył Wyższą Szkołę Artylerii (1923), Wojskową Akademię im. M. Frunze (1930). Od 1930 pełnił funkcje sztabowe w Leningradzkim Okręgu Wojskowym, od 1936 - w Sztabie Generalnym. Po napaści Niemiec na ZSRR w randze generała majora został wysłany na Daleki Wschód jako szef sztabu 25 Armii Frontu Dalekowschodniego, następnie był dowódcą 15 Armii tego samego frontu.
Od lipca 1942 był zastępcą szefa Sztabu Generalnego. Uczestniczył w planowaniu wielkich operacji wojskowych, m.in. w bitwie pod Stalingradem, był na froncie celem udzielenia praktycznej pomocy wojskom. W 1943 został ciężko ranny podczas kolejnej delegacji do oddziałów Frontu Południowo-Zachodniego podczas walk o Charków. Generał porucznik (1943). W lipcu 1945 został zastępcą dowódcy wojsk Frontu Zabajkalskiego. Przygotował i osobiście poprowadził operację desantową, aby zdobyć bazę morską Port Artur. Był pierwszym radzieckim komendantem Port Artur.
Po wojnie ukończył Wojskową Akademię Sztabu Generalnego (1950), pełnił funkcję I zastępcy Naczelnego Dowódcy Obrony Powietrznej kraju (1955-1956), był dowódcą Sił Obrony Powietrznej Okręgu Bakijskiego (1956-1959), zastępcą szefa Sztabu Generalnego (1959-1965), komendantem Wojskowej Akademii Sztabu Generalnego (1965-1968). Generał armii (1961). Deputowany do Rady Najwyższej ZSRR V i VI kadencji.
Został odznaczony Orderami Lenina (trzykrotnie), Orderem Czerwonego Sztandaru (czterokrotnie), Suworowa I stopnia i II stopnia (dwukrotnie), Kutuzowa I stopnia, Wojny Ojczyźnianej I stopnia, Czerwonej Gwiazdy i innymi. 
Zmarł 15 grudnia 1968, został pochowany na cmentarzu Nowodziewiczym.